# Tetraloniella madecassa
Tetraloniella madecassa är en biart som först beskrevs av Raymond Benoist 1962.  Tetraloniella madecassa ingår i släktet Tetraloniella och familjen långtungebin. Inga underarter finns listade i Catalogue of Life.